# Уплітки
Уплітки — сплетені у вигляді кіс, червоні гарусні нитки або стрічки з червоних гарусних ниток, які впліталися в коси. Гуцулки прикрашають свої уплітки мідними бляшками або ґудзиками. Найчастіше уплітки обвивають навколо голови, утворюючи своєрідний вінець з кіс.
Гуцулки розділяли волосся надвоє і заплітали дві коси, в які вплітали червоні нитки з ґудзиками. Після чого коси укладали на голові і оплітали їх густо червоними нитками (поплітки) так, що з-під ниток не було видно волосся. Кінці стрічок з нитками звисали вільно вниз до плечей. Усю зачіску прикрашали зверху ще й живими квітами — закосичували . Волосся над чолом змащували медом.
Уплітки — чуже волосся, яке жінки вплітають у власні коси.